# Le Baptême du Christ (Ribera)
Pour les articles homonymes, voir Le Baptême du Christ.
Le Baptême du Christ est un tableau réalisé par le peintre espagnol José de Ribera en 1643. Cette huile sur toile est une peinture chrétienne qui représente le baptême du Christ, Jésus étant figuré accroupi et Jean le Baptiste levant les yeux vers la colombe du Saint-Esprit qui les survole. Don de Roxard de Lasalle en 1881, l'œuvre est conservée au musée des Beaux-Arts de Nancy, à Nancy, en France.